# Polyalthia beamaniorum
Polyalthia beamaniorum är en kirimojaväxtart som beskrevs av Ian Mark Turner. Polyalthia beamaniorum ingår i släktet Polyalthia och familjen kirimojaväxter. Inga underarter finns listade i Catalogue of Life.